# Konwencja Rzeki Oranje
Konwencja Rzeki Oranje (także Konwencja Bloemfontein) – podpisany w Bloemfontein traktat z 23 lutego 1854 roku, w którym Wielka Brytania formalnie uznała niepodległość terytorium burskiego leżącego pomiędzy rzekami Oranje i Vaal, które do tej pory było określane jako tzw. Zwierzchnictwo Rzeki Oranje. Rezultatem traktatu było powstanie niezależnego Wolnego Państwa Oranii.